# Rue Treilhard
La rue Treilhard est une voie du 8e arrondissement de Paris.

## Situation et accès
Elle commence entre le 40, rue de la Bienfaisance et le 67, rue de Miromesnil, et se termine rue de Téhéran et place de Narvik.
Le quartier est desservi par les lignes de métro 9 et 13 à la station Miromesnil.

## Origine du nom

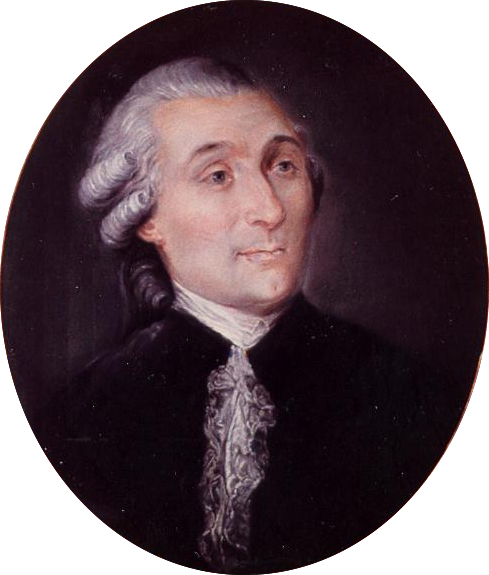
Portrait présumé de Jean-Baptiste Treilhard.

Elle porte le nom du jurisconsulte Jean-Baptiste Treilhard (1742-1810), l'un des rédacteurs du Code civil.

## Historique
Cette voie ouverte en 1865, par la Ville de Paris, sur les terrains provenant de l'ancien abattoir du Roule, prend sa dénomination actuelle par un décret du 2 mars 1867.
Il a existé — entre le boulevard Mazas (actuel boulevard Diderot) et la rue Traversière — une première rue Treilhard, déclarée d'utilité publique par une ordonnance royale du 17 décembre 1840. Elle a été dénommée par une autre ordonnance du 5 aout 1844. Cette rue est supprimée en 1847 lors de la création de la rue de Lyon.

## Bâtiments remarquables et lieux de mémoire

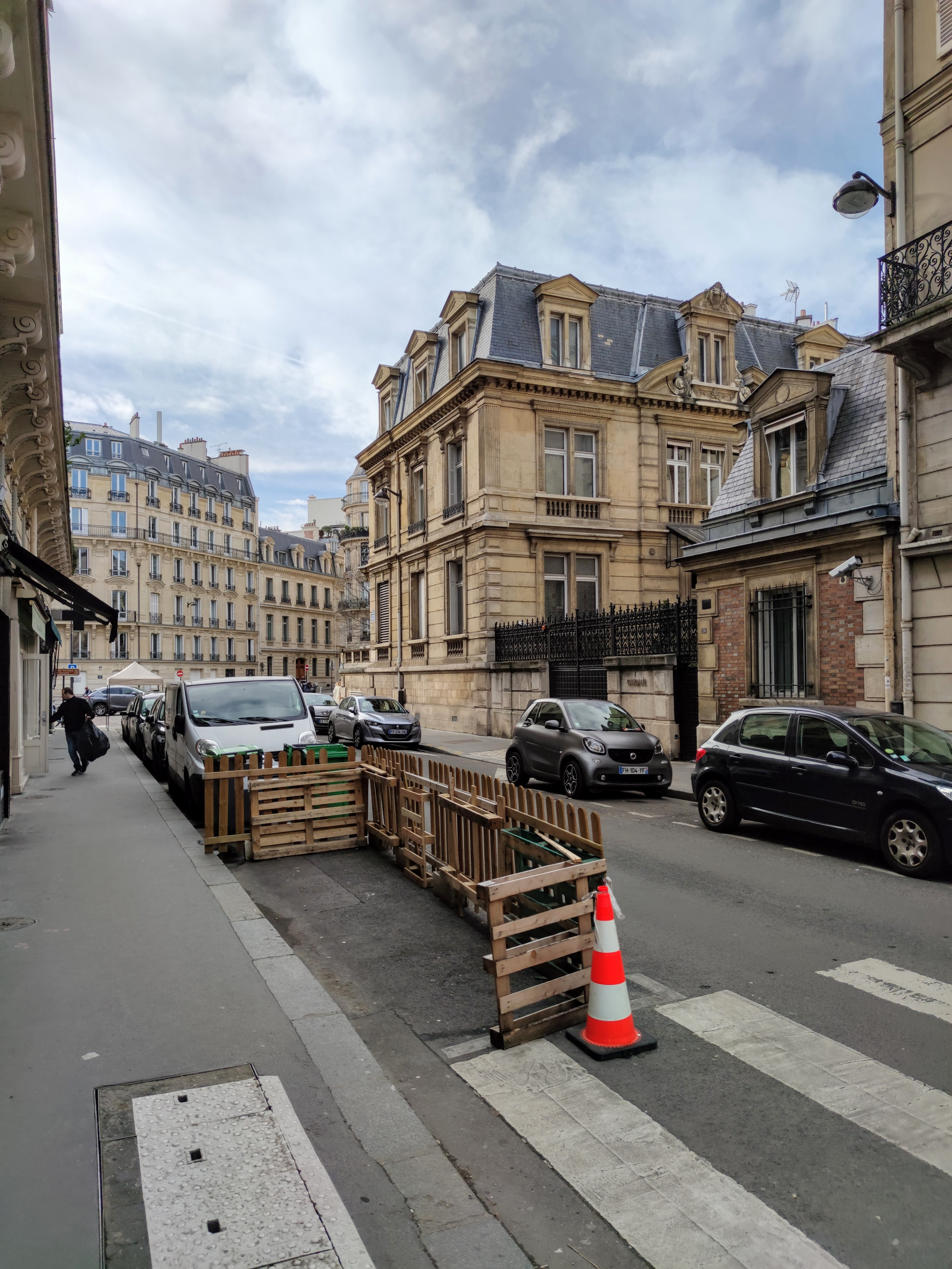
No 26.

- Nos 8-20 : marché Treilhard. Établi en 1875 sur l'emplacement de l'ancienne rue de Francfort, dans le quadrilatère délimité aujourd'hui par les rues Treilhard, Mollien, Maleville et Corvetto. Il a été diminué en 1906 par l'installation du garage d'automobiles dit de Messine[4].
- Nos 26-28 : hôtel particulier de la seconde moitié du XIXe siècle de style néo-Renaissance avec un grand fronton brisé, dont l’entrée est mise en valeur par une élégante marquise montée sur des colonnettes en fonte[5].

### Habitants célèbres
- Laure Hayman (1851-1940), sculptrice, salonnière et demi-mondaine, a donné naissance à son premier enfant à son domicile du no 5 en 1869[6].
- Consuelo Fould (1862-1927), artiste peintre, petite-fille du banquier Achille Fould et créatrice du musée Roybet Fould à Courbevoie (no 15) en 1910[4].

## Sources
- Félix de Rochegude, Promenades dans toutes les rues de Paris. VIIIe arrondissement, Paris, Hachette, 1910.